# Anicetus zhejiangensis
Anicetus zhejiangensis is een vliesvleugelig insect uit de familie Encyrtidae. De wetenschappelijke naam is voor het eerst geldig gepubliceerd in 1991 door Xu & Li.